# The Scooby Doo Show
The Scooby Doo Show američki je animirani serijal, treći iz serije Scooby Doo, stvoren u studiju Hanna-Barbera i premijerno prikazivan na televizijskoj postaji ABC od 11. rujna 1976. do 23. prosinca 1978. Uključuje 40 epizoda raspoređenih u 3 sezone (16 + 8 + 16).
U početku ovaj serijal nije imao naslov, već je svaka epizoda (osim prvih devet iz treće sezone) bila dijelom nekoga ABC-jevog animiranog bloka koji se kao takav smatrao jednim serijalom:
- prva sezona (1976.) – dio 60-minutnoga bloka The Scooby-Doo/Dynomutt Hour (uz Dynomutt, Dog Wonder)
- druga sezona (1977.) – dio 120-minutnoga bloka Scooby's All-Star Laff-A-Lympics (uz Captain Caveman and the Teen Angels, Laff-A-Lympics i The Blue Falcon & Dynomutt)
- treća sezona (1978.) – prvih devet epizoda emitirano pod naslovom Scooby Doo, Where Are You!, a preostale kao dio 90-minutnoga bloka Scooby's All-Stars (uz Captain Caveman and the Teen Angels i Laff-A-Lympics)

Od 1980. godine sve epizode repriziraju se pod naslovom The Scooby Doo Show.

## Likovi
Kao u prethodnim serijalima glavni su likovi Scooby, Shaggy, Velma, Daphne i Fred. Scoobyjev rođak Scooby Dum kao dio ekipe pojavljuje se samo u sljedećim četirima epizodama:
- The Gruesome Game of the Gator Ghoul
- The Headless Horseman of Halloween
- Vampire Bats and Scaredy Cats
- The Chiller Diller Movie Thriller (u ovoj se epizodi pojavljuje i Scoobyjeva rođakinja Scooby Dee).

Naravno, kao i u ostalim serijalima, ima mnogih drugih sporednih likova (npr. rođaka ostalih glavnih likova).

## Glasovi

### Originalna verzija
- Don Messick kao Scooby Doo
- Casey Kasem kao Shaggy Rogers
- Frank Welker kao Fred Jones
- Pat Stevens kao Velma Dinkley
- Heather North kao Daphne Blake
- Daws Butler kao Scooby Dum

### Hrvatska verzija

#### Gama-Planet Studio
Za VHS izdanje 1997. godine sinkronizirane su dvije epizode: Strašni dvorac Camelot (Scared a Lot in Camelot) i Prijetnja nad Venecijom (A Menace in Venice).
- Vlado Kovačić kao Scooby i Clarence
- Ranko Tihomirović kao Shaggy
- Tomislav Rališ kao Fred
- Branka Cvitković kao Velma
- Nada Rocco kao Daphne

Ostali glasovi: Nedim Prohić i Dubravko Sidor
Režija: Gordana Hajni
Tonski snimatelji: Gordan Antić i Davor Omerza

## Popis epizoda
| Broj                 | Naziv                                       | Zločinac                                                          |                     |
| PRVA SEZONA (1976.)  | PRVA SEZONA (1976.)                         | PRVA SEZONA (1976.)                                               | PRVA SEZONA (1976.) |
| -------------------- | ------------------------------------------- | ----------------------------------------------------------------- | ------------------- |
| 01                   | High Rise Hair Raiser                       | Duh Ebenezera Crabbea i duh Netty Crabbe                          |                     |
| 02                   | The Fiesta Host is an Aztec Ghost           | Duh astečkoga kralja Katazume i živi kameni kip astečkoga boga    |                     |
| 03                   | The Gruesome Game of the Gator Ghoul        | Zloduh-gator                                                      |                     |
| 04                   | Watt a Shocking Ghost                       | Duh od 10 000 volta                                               |                     |
| 05                   | The Headless Horseman of Halloween          | Bezglavi konjanik                                                 |                     |
| 06                   | Scared a Lot in Camelot                     | Duh čarobnjaka Merlina i duh Crnoga viteza                        |                     |
| 07                   | The Harum Scarum Sanitarium                 | Duh doktora Coffina                                               |                     |
| 08                   | The No-Faced Zombie Chase Case              | Zombi bez lica i gorila                                           |                     |
| 09                   | Mamba Wamba and the Voodoo Hoodoo           | Mamba Wamba, zombi i Lila pretvorena u zombija                    |                     |
| 10                   | A Frightened Hound Meets Demons Underground | Demoni iz podzemlja                                               |                     |
| 11                   | A Bum Steer for Scooby                      | Leteći bik Tamuka i duh indijanskoga vrača                        |                     |
| 12                   | There's a Demon Shark in the Foggy Dark     | Demon morski pas                                                  |                     |
| 13                   | Scooby-Doo, Where's the Crew?               | Duh kapetana Piscada i dva morska čudovišta                       |                     |
| 14                   | The Ghost That Sacked the Quarterback       | Duh nogometaš                                                     |                     |
| 15                   | The Ghost of the Bad Humor Man              | Tri duha u tvornici sladoleda: od vanilije, čokoladni i od jagode |                     |
| 16                   | The Spirits of 76                           | Duhovi Benedicta Arnolda, Williama Demonta i bojnika Johna Andrea |                     |
| DRUGA SEZONA (1977.) |                                             |                                                                   |                     |
| 17                   | The Curse of Viking Lake                    | Duhovi triju Vikinga                                              |                     |
| 18                   | Vampire Bats and Scaredy Cats               | Vampir šišmiš                                                     |                     |
| 19                   | Hang in There, Scooby-Doo                   | Pterodaktil duh                                                   |                     |
| 20                   | The Creepy Heap from the Deep               | Morsko stvorenje i kapetan Clemens                                |                     |
| 21                   | The Chiller Diller Movie Thriller           | Duh Miloa Bootha                                                  |                     |
| 22                   | The Spooky Case of the Grand Prix Race      | Sablasni reli vozač                                               |                     |
| 23                   | The Ozark Witch Switch                      | Duh vještice McCoy i zombi                                        |                     |
| 24                   | Creepy Cruise                               | Čudovište iz budućnosti                                           |                     |
| TREĆA SEZONA (1978.) |                                             |                                                                   |                     |
| 25                   | Watch Out! The Willawaw!                    | Willawaw i ljudi sove                                             |                     |
| 26                   | A Creepy Tangle in the Bermuda Triangle     | Ljudi kosturi                                                     |                     |
| 27                   | A Scary Night with a Snow Beast Fright      | Snježna zvijer                                                    |                     |
| 28                   | To Switch a Witch                           | Duh salemske vještice Melisse Wilcox                              |                     |
| 29                   | The Tar Monster                             | Blatni monstrum                                                   |                     |
| 30                   | A Highland Fling with a Monstrous Thing     | Duh Finnyana MacDuffa i čudovište iz Loch Nessa                   |                     |
| 31                   | The Creepy Case of Old Iron Face            | Željezna maska                                                    |                     |
| 32                   | Jeepers, It's the Jaguaro!                  | Jaguaro                                                           |                     |
| 33                   | Make a Beeline Away from That Feline        | Čovjek mačka                                                      |                     |
| 34                   | The Creepy Creature of Vulture's Claw       | Čovjek bogomoljka                                                 |                     |
| 35                   | The Diabolical Disc Demon                   | Demon                                                             |                     |
| 36                   | Scooby's Chinese Fortune Kooky Caper        | Mjesečevo čudovište                                               |                     |
| 37                   | A Menace in Venice                          | Sablasni gondolijer                                               |                     |
| 38                   | Don't Go Near the Fortress of Fear          | Duh generala Juana Carlosa                                        |                     |
| 39                   | The Warlock of Wimbledon                    | Vještac Anthos i njegov pas                                       |                     |
| 40                   | The Beast is Awake in Bottomless Lake       | Zvijer iz bezdanog jezera                                         |                     |

## VHS i DVD izdanja u Hrvatskoj

### Distribucija PRO-BEL i VTI
- Scooby Doo: Strašni dvorac Camelot (VHS; dvije epizode: 6, 37; sinkronizirano)

### Distribucija Issa Film i Video
- Scooby Doo: Strašne priče (DVD; dvije epizode: 5, 18)

### Distribucija Continental film
- Scooby Doo i vampiri (DVD; jedna epizoda: 18)